# العلاقات الألمانية الفيجية
العلاقات الألمانية الفيجية هي العلاقات الثنائية التي تجمع بين ألمانيا وفيجي.

## مقارنة بين البلدين
هذه مقارنة عامة ومرجعية للدولتين:
| وجه المقارنة                                              | ألمانيا                                                                              | فيجي                                                                 |
| --------------------------------------------------------- | ------------------------------------------------------------------------------------ | -------------------------------------------------------------------- |
| المساحة (كم2)                                             | 357.41 ألف                                                                           | 18.27 ألف                                                            |
| عدد السكان (نسمة)                                         | 81.29 مليون                                                                          | 915.30 ألف                                                           |
| الكثافة السكانية (ن./كم²)                                 | 227.44                                                                               | 50.1                                                                 |
| العاصمة                                                   | بون، برلين                                                                           | سوفا                                                                 |
| اللغة الرسمية                                             | اللغة الألمانية                                                                      | لغة إنجليزية، اللغة الفيجية، اللغة الفيجي الهندية، اللغة الهندستانية |
| العملة                                                    | يورو، مارك ألماني                                                                    | دولار فيجي                                                           |
| الناتج المحلي الإجمالي (بليون دولار)                      | 3.68 تريليون                                                                         | 5.06 مليار                                                           |
| الناتج المحلي الإجمالي (تعادل القوة الشرائية) بليون دولار | 3.92 تريليون                                                                         | 8.32 مليار                                                           |
| الناتج المحلي الإجمالي الاسمي للفرد دولار أمريكي          | 41.31 ألف                                                                            | 4.96 ألف                                                             |
| الناتج المحلي الإجمالي للفرد دولار أمريكي                 | 46.40 ألف                                                                            | 8.79 ألف                                                             |
| مؤشر التنمية البشرية                                      | 0.926                                                                                | 0.727                                                                |
| رمز المكالمات الدولي                                      | +49                                                                                  | +679                                                                 |
| رمز الإنترنت                                              | .de                                                                                  | .fj                                                                  |
| المنطقة الزمنية                                           | توقيت وسط أوروبا، ت ع م+01:00، ت ع م+02:00، توقيت أوروبا الوسطى المعياري (ت غ م +1) ‏ | ت ع م+12:00                                                          |

## منظمات دولية مشتركة
يشترك البلدان في عضوية مجموعة من المنظمات الدولية، منها:
| علم المنظمة | اسم المنظمة                               | تاريخ انضمام ألمانيا | تاريخ انضمام فيجي |
| ----------- | ----------------------------------------- | -------------------- | ----------------- |
|             | مؤسسة التمويل الدولية                     | 20 يوليو 1956        | 12 يوليو 1979     |
|             | منظمة حظر الأسلحة الكيميائية              | 29 أبريل 1997        | ?                 |
|             | يونسكو                                    | 11 يوليو 1951        | 14 يوليو 1983     |
|             | الاتحاد الدولي للاتصالات                  | 1866                 | 5 مايو 1971       |
|             | الأمم المتحدة                             | 18 سبتمبر 1973       | 13 أكتوبر 1970    |
|             | منظمة الشرطة الجنائية الدولية             | ?                    | ?                 |
|             | البنك الدولي للإنشاء والتعمير             | 14 أغسطس 1952        | 28 مايو 1971      |
|             | الاتحاد البريدي العالمي                   | 1 يوليو 1875         | ?                 |
|             | مؤسسة التنمية الدولية                     | 24 سبتمبر 1960       | 29 سبتمبر 1972    |
|             | منظمة التجارة العالمية                    | ?                    | ?                 |
|             | المنظمة الهيدروغرافية الدولية             | ?                    | ?                 |
|             | بنك التنمية الآسيوي                       | 1966                 | 1970              |
|             | المركز الدولي لتسوية المنازعات الاستشارية | 18 مايو 1969         | 10 سبتمبر 1977    |
|             | وكالة ضمان الاستثمار متعدد الأطراف        | 12 أبريل 1988        | 24 سبتمبر 1990    |

## أعلام
هذه قائمة لبعض الشخصيات التي تربطها علاقات بالبلدين:
- إبيلي نايلاتيكاو (5 يوليو 1941 – )

## وصلات خارجية
- موقع وزارة الخارجية الألمانية
- موقع وزارة الخارجية الفيجية